# ماریانا نمتووا-کرایچیرووا
ماریانا نمتووا-کرایچیرووا (چکی: Marianna Némethová-Krajčírová؛ زادهٔ ۱ ژوئن ۱۹۴۸) ژیمناست هنری زن اهل چکسلواکی بود.
وی در مسابقات کشوری و بین‌المللی در مجموع برندهٔ ۱ مدال طلا، ۲ مدال نقره، ۳ مدال برنز شده‌است.